# Gozdec
Gozdec je naselje v Občini Laško.